# Малигинов проток
Протокът Малигин (на руски: пролив Малыгина) е проток между остров Бели на север и полуостров Ямал на юг. Дължина 63 km, ширина 9 – 27 km. Административно е на територията на Ямало-Ненецки автономен окръг на Тюменска област в Русия. Бреговете му са ниски, пясъчно-глинести, покрити с тундрова растителност. Наименуван в чест на открилия го през 1736 г. руски полярен изследовател лейтенант Степан Малигин.

## Топографска карта
- Лист от карта S-42-XXIX,XXX пролив Малыгина. Мащаб: 1 : 200 000. Указать дату выпуска/состояния местности.
- Лист от карта S-42-XXVII,XXVIII м. Головина. Мащаб: 1 : 200 000. Указать дату выпуска/состояния местности.